# Палац Урбанських-Потоцьких (Тартаків)
Палац Урбанських-Потоцьких — пам'ятка архітектури національного значення, розташований у с. Тартаків Шептицького району Львівської області.

## Замок Потоцьких
Замок у Тартакові був збудований магнатами Потоцькими орієнтовно у другій половині XVII ст. та зберігався у цілості майже до кінця XIX ст. Інформація з 1847 р. подає нам лаконічну згадку, що замок в Тартакові був достатньо великим і оборонним, про що могли свідчити збережені на той період «сліди давніх мурів і глибоких ровів». Відомо, що у XVIII ст. у замку збирались вельможі, проводили бали, виступала італійська оперна еліта, творило чимало визначних художників. Тут була книгозбірня, дзеркальна зала. При замку працювала також фабрика суконних виробів.

## Палац Лянцкоронських-Урбанських
Сучасний палац збудував уже в 1898 р. новий власник — Збігнев Лянцкоронський, до якого майже через 100 років після смерті Франца Потоцького перейшов маєток.
Тоді, старий замок було практично повністю розібрано і на його підвалинах збудовано палац. Ця пам'ятка архітектури, побудована у стилі французького необароко з орієнтацією на архітектурне рішення помпезного "Casino de Paris " в Монако, створена відомим львівським архітектором Вінцентом Яном Равським-молодшим. Палац мав два поверхи і був призначений лише для проживання тут власників, без гостьових кімнат. Фасади мають багатий декор з балконами, ризалітами та ліпнинами. З одного боку до замку прилягає башта з годинником, а з іншого — господарський корпус.
Лянцкоронські та Урбанські володіли цими маєтностями від XIX століття до 1939 року.
XX ст. було важким для палацу — спочатку він постраждав від Першої світової війни, а наприкінці століття — від людської байдужості.
Попри те, що Тартаківський палац зараз перебуває в напівзруйнованому стані, за його відновлення вболівають благодійні фонди, місцеві мешканці та небайдужі. Палац уже став повноцінним об'єктом культурного туризму і радо вітає гостей.

## Парк XVIII ст
На початку XVIII ст. в межах маєтку Потоцьких заклали парк з численними зразками рідкісних дерев і чагарників, серед яких були, зокрема, магнолії та азалії.